# Норма Алеандро
Норма Алеандро (ісп. Norma Aleandro; нар. 2 травня 1936, Буенос-Айрес) — аргентинська акторка театру і кіно.

## Біографія
Походить сім'ї акторів театру і кіно Педро Алеандро і Марії Луїзи Робледо. Молодша сестра акторки Марії Ванер. Почала виступати на сцені разом з батьками у віці 9 років. Грала в п'єсах Евріпіда, Мольєра, Лопе де Вега, Сервантеса, Тірсо де Моліни, О'Нілла, Брехта, Артура Міллера, Тенесі Уїльямса, Жана Ануя, Маріо Варгаса Льоси. Виступала на радіо. У кіно дебютувала в 1952 році, зіграла більш ніж в 50 фільмах. Активно працювала та працює на телебаченні. У 1976—1981 роках проживала в Уругваї та Іспанії, знімалася в іспанських кінорежисерів, пізніше працювала в Голлівуді.
Виступає також як поет, драматург і сценарист.
Син — актор Оскар Ферріньо.

## Вибрана фільмографія
- 1962: El último piso (Даніель Чернявський)
- 1969: La fiaca (Фернандо Аяла)
- 1970: Los herederos (Давід Стівель, також автор сценарію)
- 1971: Güemes, la tierra en armas (Леопольдо Торре Нільссон)
- 1973: Los siete locos (Леопольдо Торре Нільссон, за романом Роберто Арльта)
- 1974: La tregua (Серхіо Ренан)
- 1976: No toquen a la nena (Хуан Хосе Хусід)
- 1979: Las verdes praderas (Хосе Луіс Гарсі)
- 1985: Офіційна версія / La historia oficial (Луіс Пуенсо, премія Каннського МКФ кращій акторці, Давид ді Донателло кращій іноземній акторці, премія кращій акторці від Нью-Йоркського товариства кінокритиків, Срібний кондор Асоціації кінокритиків Аргентини кращій акторці, премія МКФ в Картахені)
- 1987: Габі: Правдива історія/ Gaby: A True Story (Луіс Мандокі, номінація на Оскар кращій акторці другого плану, номінація на Золотий глобус кращій акторці другого плану)
- 1989: Родичі/ Cousins (Джоел Шумахер)
- 1990: Cien veces no debo (Алехандро Дорья)
- 1991: Війна однієї людини/ Un hombre en guerra (Серхіо Толедо)
- 1996: Просвітлене серце/ Corazón iluminado (Гектор Бабенко)
- 1996: Осіннє сонце / Sol de otoño (Едуардо Міньонья, «Срібна раковина кращій акторці» Сан-Себастьянського МКФ, «Срібний кондор кращій акторці», премія кращій акторці на МКФ в Гавані)
- 1998: El faro (Едуардо Міньонья)
- 2000: Ніч з Сабріною Лав/ Una noche con Sabrina Love (Алехандро Агресті)
- 2001: La fuga (Едуардо Міньонья)
- 2001: El hijo de la novia (Хуан Хосе Кампанелья, Срібний кондор кращій акторці другого плану, премія кращій акторці на МКФ в Грамаді)
- 2002: Усі стюардеси потрапляють на небеса/ Todas las azafatas van al cielo (Даніель Бурман)
- 2003: Клеопатра / Cleopatra (Едуардо Міньонья, номінація на Срібний кондор кращій акторці)
- 2004: Ay Juancito (Ектор Олівера)
- 2004: Cama adentro (Хорхе Гаджеро, номінація на Срібний кондор кращій акторці)
- 2007: Кінцевий пункт/ The City of Your Final Destination (Джеймс Айворі)
- 2009: Anita (Маркос Карневале)
- 2009: Andrés no quiere dormir la siesta (Даніель Бустаманте)
- 2009: Cuestión de principios (Родріго Гранде)
- 2009: Музика в очікуванні/ Música en espera (Ернан Голдфрід)
- 2011: Familia para armar (Едгардо Гонсалес Амер)
- 2012: La suerte en tus manos (Даніель Бурман)
- 2012: El Pozo (Родольфо Карневале)
- 2013: Cuidado con lo que sueñas (Хейка Урданета)

## Визнання
Театральна премія Обі (1985). Премія Конекс (2001) і багато інші нагороди. Почесний громадянин міста Буенос-Айреса (1996).